# Université du roi Abdulaziz
Pour les articles homonymes, voir KAU.

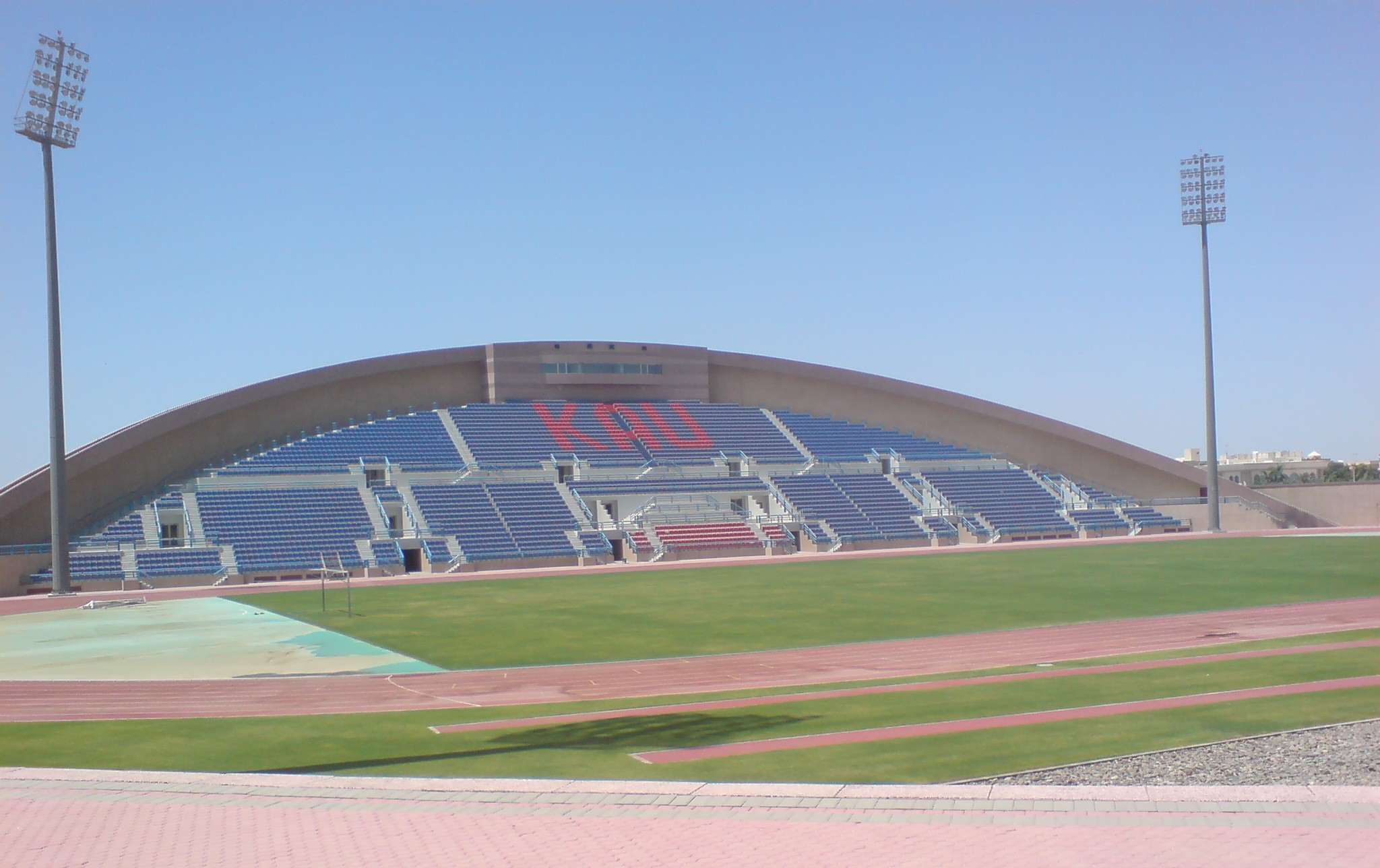
Stade de l'université du roi Abdulaziz

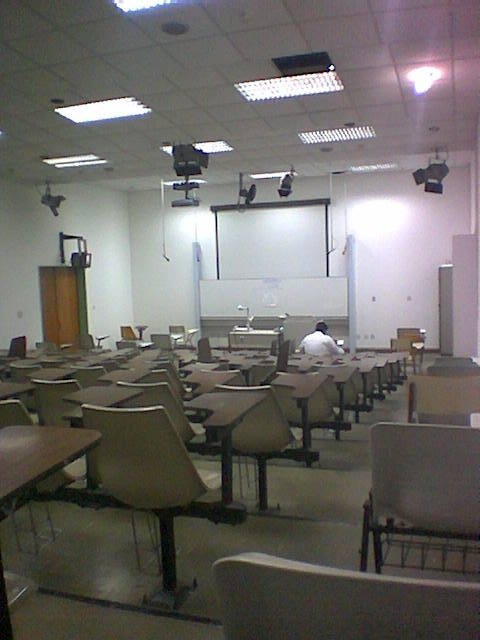
Salle de cours

L’université du roi Abdulaziz (en arabe : جامعة الملك عبد العزيز ǧāmiʿat al-malik ʿabd al-ʿazīz ; en anglais, King Abdulaziz University ou KAU), a été fondée en 1967 à Djeddah. Établissement privé à sa création et baptisé au nom du fondateur de l’Arabie saoudite, l’université devient publique en 1974.
Son objectif est de contribuer à la diffusion de l'enseignement supérieur dans la partie occidentale de l'Arabie saoudite ; à ce titre, elle occupe une place centrale au sein des institutions d'enseignement supérieur du pays. En 2017, l’université compte 31 000 étudiants, dont 21 % internationaux.

## Histoire
L’université du roi Abdulaziz est créée en 1967, à l’initiative d’un comité fondateur composé notamment de Muhammad Abu Bakr Bakhashab et Hamza Bogary (en), auteur et ministre saoudien. Premier établissement d’enseignement supérieur à Djeddah, le projet reçoit l’appui du Roi Faisal ben Abdulaziz et du ministre de l’éducation de l’époque, Hasan Bin Abdullah Al-Sheikh.
Mixte, l’université du roi Abdulaziz accueille pour sa première rentrée universitaire en 1967 68 garçons et 30 filles. À la rentrée 1968, la faculté d’économie et de management est le premier département à être inauguré, suivi de la faculté des arts et des sciences humaines en 1969. En 1974, l’université devient publique. Deux universités situées à la Mecque, l’université de Shareah et l’université de l’éducation supérieure, sont rattachées à l’université du roi Abdulaziz.
Fin 2017, l’université du roi Abdulaziz annonce une coopération avec le département de la circulation pour créer une école de conduite pour les femmes. 

## Facultés
L’université du roi Abdulaziz accueille des étudiants de la licence au doctorat. En 2015, l’université du roi Abdulaziz propose 190 programmes d’études supérieures dont 22 % de doctorats. Les élèves se répartissent au sein de 18 facultés et 2 programmes d’enseignement :
- Faculté d’économie et d’administration
- Faculté des arts, lettres et sciences humaines
- Institut de la langue anglaise
- Faculté des sciences
- Faculté d’ingénierie
- Faculté d’architecture et d’aménagement environnementaux
- Faculté de médecine
- Faculté des sciences médicales appliquées
- Faculté des sciences de la mer
- Faculté des sciences de la terre
- Faculté de météorologie, environnement et agriculture des terres arides
- Faculté d’odontologie
- Faculté de pharmacie
- Institut de tourisme
- Faculté d’économie domestique
- Faculté des sciences informatiques et des technologies de l’information
- Faculté des sciences médicales
- Faculté féminine des sciences médicales

## Recherche
Entre 2004 et 2014, l’université du roi Abdulaziz met en place un programme d’attractivité auprès de la communauté internationale, et attire près de 150 chercheurs issus de différentes disciplines. L’université développe des partenariats de recherche internationaux, notamment au Maroc dans le cadre d’un programme joint de recherche lunaire avec l’Observatoire de l'Oukaïmeden.
L’université dispose de 13 centres de recherche spécialisés, notamment dans les domaines de la médecine, étudiant le génome médical et l’ostéoporose, l’environnement et l’énergie, avec des centres dédiés à l’eau, aux études environnementales, au changement climatique et à la désalinisation, ainsi qu’aux études scientifiques et économiques, avec des centres de recherche en économie islamique et en nanotechnologie, ainsi que sur la production médiatique.
Fondé dans les années 1970 par Sami Angawi (en), le centre de recherche sur le pèlerinage à la Mecque (Hajj Research center) conduit notamment des recherches sur les aspects logistiques de l’événement.

## Campus
Le campus de l’université du roi Abdulaziz est séparé en deux parties non-mixtes, chacune proposant des activités culturelles récréatives et sportives aux étudiants, ainsi que l’accès aux espaces d’études et bibliothèques. L’université dispose aussi d’un centre hospitalier depuis 2001.

## Emblème
Le logo de l’université est créé par l’artiste Abdul-Halim Radwi. D’abord décliné en bleu, le logo est plus tard modifié en vert de la couleur du drapeau saoudien. La coque de navire du logo fait référence à la ville de Djeddah, premier port maritime du Royaume. Au-dessus, un livre ouvert avec un verset coranique, devant un minaret surmonté d’un stylo, symboles de l’enseignement et du savoir.

## Distinctions
En 2017, l’université du roi Abdulaziz est classée dans le top 3 des universités du monde arabe par Times Higher Education,. 

## Alumni
- Nahed Taher, fondatrice et directeur général de la Gulf One Investment Bank
- Oussama ben Laden
- Sulaiman Abdul Aziz Al Rajhi (en), fondateur d'Al Rajhi Bank
- Adel Fakeih (en), maire de Djeddah de 2005 à 2010
- Amr Al-Dabbagh (en), fondateur du Forum économique de Djeddah
- Raja Alem, écrivaine
- Saleh Al Moghamssi, théologien Kalâm

## Direction
1. Ahmad bin Muhammad 'Ali
2. Muhammad bin 'Abduh Yamani
3. Muhammad bin 'Umar Zubair
4. Abdullah bin 'Umar Nashif
5. Ridha bin Muhammad Sa'id 'Abid
6. Usamah Abdul Majid Syabaksyi
7. Ghazi bin 'Ubaid Madani
8. Usamah bin Shadiq Thayyib

## Collaborateurs notables
- Samira Islam, directrice de l'unité de contrôle des médicaments au centre du roi Fahd